# Козя стена (хижа)
Хижа Козя стена се намира в местността Хайдук чешма, в Троянската планина, дял от Средна Стара планина, на 1560 метра надморска височина. Построена е през 1940 г., а по-късно е преустроена. Представлява масивна триетажна сграда с капацитет 100 места. Хижата е пункт от европейски маршрут E3 (Ком - Емине).

## Съседни обекти
| Изходни точки      | Изходни точки |
| ------------------ | ------------- |
| Троянски проход    | 2,00 ч.       |
| село Чифлик        | 4,00 ч.       |
| село Христо Даново | 4,00 ч.       |
| село Розино        | 4,50 ч.       |
| Хижи               |               |
| Ехо                | 2,00 ч.       |
| Хайдушка песен     | 3,00 ч.       |
| Дерменка           | 4,45 ч.       |
| Вежен              | 5,00 ч.       |
| Други              |               |
| връх Козя стена    | 1,30 ч.       |